# DELUXE PACK
DELUXE PACK（デラックスパック）はコナミから発売されたカップリングシューティングゲームシリーズ。全作品プレイステーションで発売され、最終作の『リーサルエンフォーサーズ DELUXE PACK』以外はセガサターンでも発売された。

## 極上パロディウスだ! DELUXE PACK
『極上パロディウスだ! DELUXE PACK（ごくじょうパロディウスだ! デラックスパック）』は1994年12月3日にプレイステーション版が発売され、翌年の1995年5月19日にはセガサターン版が発売された。『極上パロディウス 〜過去の栄光を求めて〜』と『パロディウスだ! 〜神話からお笑いへ〜』を同時に収録。コナミの両機種初のゲームソフトでもある。

## グラディウス DELUXE PACK
『グラディウス DELUXE PACK』は1996年3月29日にプレイステーションとセガサターンでの2機種で同時発売をした横スクロール型シューティングゲーム。『グラディウス』と『グラディウスII -GOFERの野望-』を同時に収録。

## 沙羅曼蛇 DELUXE PACK PLUS
『沙羅曼蛇 DELUXE PACK PLUS（サラマンダ デラックスパックプラス）』は1997年6月19日にセガサターン版が発売され、同年7月3日にプレイステーション版が発売された。『沙羅曼蛇』と『沙羅曼蛇2』に加えて『沙羅曼蛇』の海外版に当たる『ライフフォース』を3本同時に収録をしている為、『PLUS』を付けている。

## リーサルエンフォーサーズ DELUXE PACK
『リーサルエンフォーサーズ DELUXE PACK』は1997年11月20日にプレイステーションで発売したDELUXE PACKシリーズ最終作にして唯一のガンシューティングゲーム。『リーサルエンフォーサーズ』と『リーサルエンフォーサーズ2』を同時に収録。ハイパーブラスターに対応。